# Sigma Coronae Borealis
Sigma Coronae Borealis (σ CrB / 17 Coronae Borealis) es un sistema estelar en la constelación de Corona Boreal.
Mediante telescopio se puede resolver en dos estrellas, denominadas Sigma Coronae Borealis A y B, separadas entre sí 7 segundos de arco.

## Sigma Coronae Borealis A
Sigma Coronae Borealis A (HD 146361 / HR 6063), la estrella primaria, tiene magnitud +5,64 y es, a su vez, una binaria espectroscópica.
Está formada por dos estrellas de la secuencia principal de tipo F9V y G0V cuyo período orbital es de 1,14 días.
La separación entre ellas es de sólo 0,028 UA, equivalente a unas 6 veces el radio solar.
La estrella de tipo F9 tiene una temperatura efectiva de 6000 K y una luminosidad un 17% mayor que la del Sol.
Su radio es un 14% más grande que el radio solar y su masa es de 1,11 masas solares.
Su acompañante tiene una temperatura de 5900 K y es apenas un 2% más luminosa que el Sol.
Un 10% más grande que el Sol, su masa es un 8% mayor que la masa solar.
La proximidad entre estas dos componentes ha forzado la rápida rotación de ambas estrellas, con períodos de 1,157 días, casi sincronizados con el período orbital.
Esto produce una gran actividad, haciendo del sistema una variable RS Canum Venaticorum —semejante, por ejemplo, a ε Ursae Minoris— recibiendo el nombre, en cuanto a variable, de TZ Coronae Borealis.

## Sigma Coronae Borealis B
Sigma Coronae Borealis B (HD 146362 / HR 6064), es la componente más tenue, con magnitud aparente +6,42.
Es también una enana amarilla, aunque de tipo espectral G1V.
Con una temperatura de 5800 K de temperatura, su luminosidad equivale al 85% de la luminosidad solar.
Su masa es similar a la de nuestro Sol.
Sigma Coronae Borealis B completa una órbita alrededor del par interior Sigma Coronae Borealis A cada 890 años. La órbita es notablemente excéntrica, variando la separación entre A y B entre 31 y 225 UA.
Desde Sigma Coronae Borealis B, las componentes de Sigma Coronae Borealis A se verían separadas en el cielo entre 25 segundos del arco y 3 minutos de arco, cada una de ellas con un brillo, en promedio, 70 veces mayor que el la Luna llena.

## Situación del sistema
El sistema se halla situado a 71 años luz del sistema solar, siendo la estrella conocida más cercana a él HIP 79551 (GJ 9549), distante 3,7 años luz. Dicha estrella, también denominada Sigma Coronae Borealis C, parece no estar gravitacionalmente ligada al sistema.